# Nothing Was the Same
Nothing Was the Same es el tercer álbum de estudio del rapero canadiense Drake, estrenado el 24 de septiembre de 2013 por Young Money Entertainment y Cash Money Records. Se empezó a trabajar en el año 2012 y continuo en el año 2013. Como su propio productor ejecutivo, Drake enlisto a colaboradores incluyendo a 2 Chainz, Big Sean, Jay-Z, Jhene Aiko y Sampha como músicos/raperos colaboradores en el álbum. La producción del álbum estuvo a cargo de Noah "40" Shebib, y de otros productores de la compañía discográfica "OVO Sound" tales como; Boi-1da, Mike Zombie, Majid Jordan y Nineteen 85 y otros como, Chilly Gonzales, Detail, Key Wane, Hudson Mohawke y Jake One.
Nothing Was The Same fue promocionado con seis exitosos sencillos "Started from the Bottom", "Hold On, We're Going Home" con Majid Jordan ,"All Me" con 2 Chainz y Big Sean, "Pound Cake" con Jay-Z, "The Language" y "Too Much" con Sampha. "Wu-Tang Forever" fue lanzada antes del lanzamiento del álbum como Sencillo promocional. Para la promoción del álbum, Drake estuvo de gira con Future, Miguel y PartyNextDoor desde octubre hasta diciembre de 2013 en el "Would You Like A Tour?".
Desde su lanzamiento, Nothing Was The Same fue recibido con buenas críticas, incluyendo un puntaje de 79 en Metacritic basado en 31 críticas. El álbum también ha sido un éxito comercial, debutando en el número uno en el EE.UU Billboard 200 vendiendo 658,000 copias en la primera semana de su lanzamiento. También debutó en el número uno y dos en Canadá , Dinamarca , Australia y el Reino Unido.

## Antecedentes

### Grabación y producción
Drake confirmó que había estado en el estudio con el rapero 2 Chainz y productor Noah "40" Shebib en marzo de 2012 . También indicó que tenía la esperanza de trabajar con Jamie xx estando en el Reino Unido , diciendo que quiere que " tenga una mayor presencia en mi tercer disco " . Jake One produjo una canción de Drake, originalmente previsto para ser lanzado antes de la tercera edición del Festival OVO . Un video de Drake pre visualizando una canción sin título mientras fumaba de un narguile fue lanzado el 26 de junio de 2012 a través de Vimeo . En diciembre de 2012, Young Chop confirmó que estaba trabajando en una canción con Drake. También trabajó y lanzó dos canciones gratis con el cantante y compositor James Fauntleroy .
Drake fue observado en el estudio con Jay-Z a principios de 2013 trabajando en la canción que se convertiría en " Pound Cake " . Luego, el 3 de junio de 2013 se confirmó la primera aparición en el álbum de la cantante Jhené Aiko y también dijo que había estado recientemente en el estudio con Anthony Hamilton. El 15 de junio de 2013 Drake confirma con Hot 107.9 que se encontraba en el proceso de grabación final del álbum . Luego el 3 de septiembre de 2013, Drake confirma en Twitter que el álbum había sido mezclado y masterizado .
En julio de 2013, Complex informó que había estado en el estudio con Future, Rick Ross , Justin Timberlake, Sade, Migos , Saukrates , TLC, y Miguel trabajando en el álbum. Los Productores Complex también informaron que trabajó con Hit -Boy , Just Blaze, Chilly Gonzales, Mike Will Made It, Zaytoven , Bink , Detail, James Blake, Swizz Beatz y Timbaland . El 27 de julio de 2013, Drake publicó una foto de él y su colaborador frecuente The Weeknd en el estudio.
Drake dijo a la revista Rolling Stone en una entrevista en agosto de 2013, que el álbum contendría apariciones de Jay-Z y Lil Wayne , con una producción de Hudson Mohawke . En un artículo en la edición de septiembre de la revista Rolling Stone , confirmó que el álbum fue producido principalmente por Noah "40" Shebib , con la producción también de Hit -Boy , Boi- 1da , Detail y Hudson Mohawke. También confirmó que trabajó con el intérprete del OVO Fest , cantante y productor de post-dubstep James Blake. La lista final de pistas contenía apariciones especiales de Jhené Aiko , Majid Jordan , Detail, Sampha , Jay-Z, Big Sean y 2 Chainz .

## Lanzamiento
El 22 de junio de 2013, Drake anunció una fecha de lanzamiento para el 17 de septiembre del 2013 a través de Twitter. Al día siguiente se publicó el primer tráiler del disco, en donde aparecen él y sus amigos bebiendo alcohol en su premio Grammy del 2012 al Mejor Álbum de Rap por su anterior álbum Take Care. El 21 de agosto de 2013, el álbum fue retrasado una semana desde su fecha inicial 17 de septiembre de 2013, hasta el 24 de septiembre de 2013. El 10 de septiembre de 2013, Drake lanzó el segundo tráiler del álbum, con "Trophies", canción producida por Hit-Boy. En el video, Drake y su séquito viajan en varios coches de lujo como Bentley, Lamborghini y Bugatti, todos luciendo pequeñas banderas canadienses mientras conducían por una calle vacía.

## Promoción

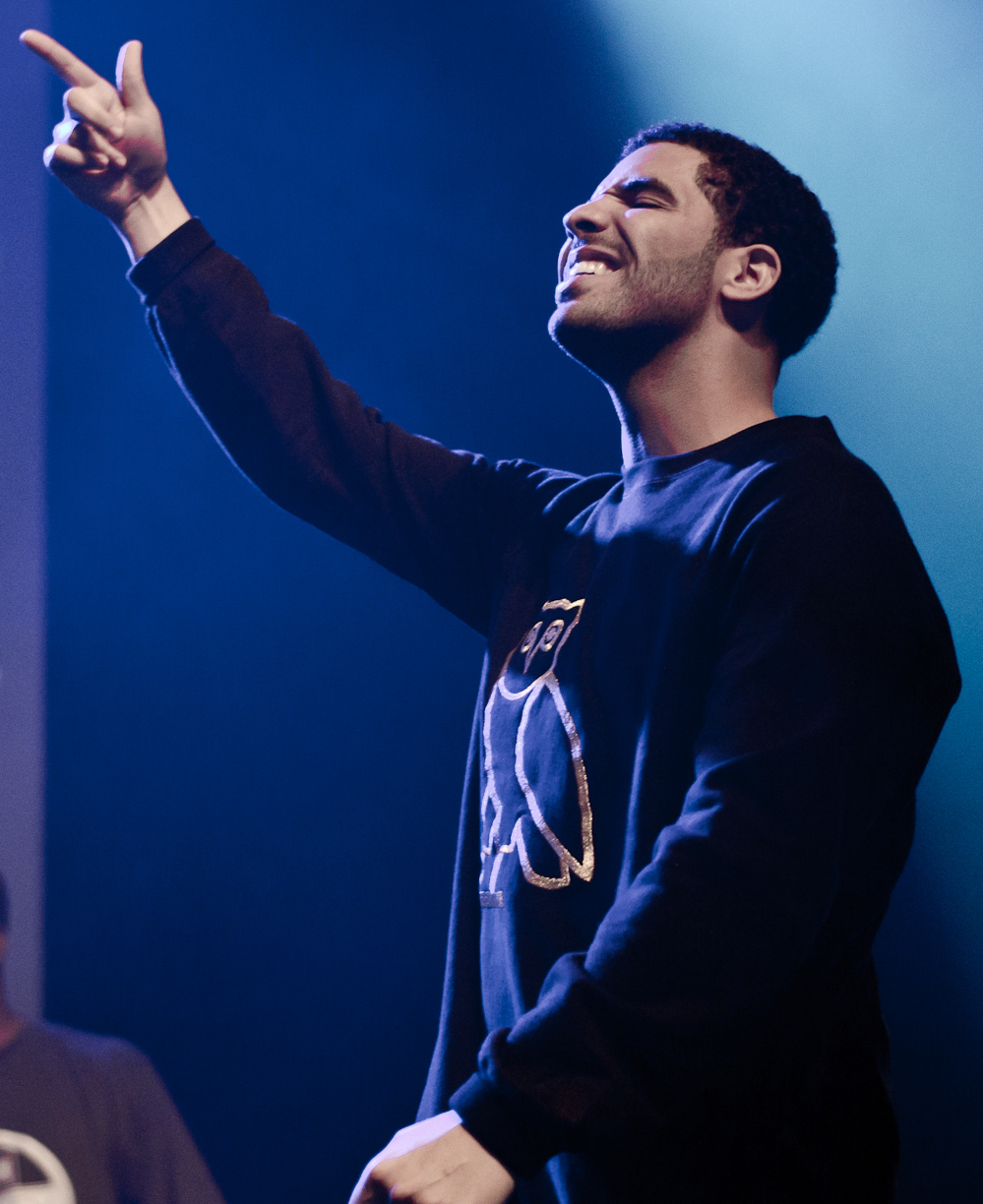
Drake en la Sound Academy, Toronto, Ontario, Canadá (2011)

En marzo de 2013, Drake estrenó una canción titulada "5am in Toronto" , una secuela de la pista "9am in Dallas", del álbum "Thank Me Later" . Más tarde en ese mes, filmaría un video musical para la canción y sería lanzado el 1 de abril de 2013. Drake también lanzaría dos canciones más el 15 de abril de 2013, titulados " No New Friends" , una canción que será presentada en el álbum de DJ Khaled, "Suffering from success" , y "Girls Love Beyoncé" , que contiene la pista de la canción "Say My Name", de Destiny Child, y cuenta con la participación de James Fauntleroy II. El 17 de junio de 2013, un tema inédito llamado " On My Way" , que fue grabado en 2010, se filtró, y también contó con la participación de Fauntleroy . El 22 de junio de 2013, Drake lanzó cuatro canciones a través de su web oficial. Esto incluyó colaboraciones con J. Cole, PartyNextDoor , Migos y una canción titulada " The Motion" . Se confirmó que estas canciones fueron liberados para promoción solamente, y no serían parte del álbum . Sin embargo, " The Motion" aparecería como un "bonus track" de Best Buy en el álbum.
Drake anunció el 18 de junio que va a ir de gira en apoyo de Nothing Was The Same , a partir del 25 de septiembre del 2013 , en Portland, Oregon . La gira se titula Would You Like A Tour? , y cuenta con el actos de cantantes como Future , Miguel y PartyNextDoor de OVO Sound. En los meses previos al lanzamiento del álbum , Drake apareció en las portadas de varias revistas, tales como, Billboard , GQ y el especial número 150 de XXL . El 20 de septiembre del 2013, Drake reveló que tuvo que reprogramar Would You Like A Tour, debido a "un programa de ensayos intensos y requisitos técnicos de producción que serán parte del show". La gira fue reprogramada para comenzar el 19 de octubre, y la primera etapa corrió hasta el 16 de diciembre de 2013.

## Lista de canciones
| Nº  | Título                                          | Escritor(es) | Productor(es)                              | Duración |
| --- | ----------------------------------------------- | --- | ------------------------------------------ | -------- |
| 1.  | "Tuscan Leather"                                | Aubrey Graham, Anthony Palman, Noah Shebib, David W. Foster, Linda Thompson-Jenner | Noah "40" Shebib                           | 6:06     |
| 2.  | "Furthest Thing"                                | Graham, Palman, Shebib, Marvin Thomas, Adrian Eccleston | Noah "40" Shebib, Jake One                 | 4:27     |
| 3.  | "Started from the Bottom"                       | Graham, Shebib, Micahel Coleman | Mike Zombie, Noah "40" Shebib              | 2:53     |
| 4.  | "Wu-Tang Forever"                               | Graham, Palman, Shebib, Jeremy Rose, Dennis Coles, Robert Diggs, Lamont Hawkins, Jason Hunter, Corey Woods, Thor Baldursson, Mats Bjoerklyn, Juergen Koduletsch                                   | Noah "40" Shebib                           | 3:37     |
| 5.  | "Own It"                                        | Graham, Palman, Shebib, Noel Fisher, Proctor | Detail, Noah "40" Shebib                   | 4:11     |
| 6.  | "Worst Behavior"                                | Graham, Palman, Dacoury Natche, Fisher | DJ Dahi                                    | 4:30     |
| 7.  | "From Time" (Con Jhené Aiko)                    | Graham, Shebib, Jhené Chilombo, Jason Beck | Chilly Gonzales, Noah "40" Shebib          | 5:22     |
| 8.  | "Hold On, We're Going Home" (Con Majid Jordan)  | Graham, Majid Al Maskati, Jordan Ullman, Paul Jefferies, Shebib | Nineteen85, Majid Jordan, Noah "40" Shebib | 3:51     |
| 9.  | "Connect"                                       | Graham, Palman, Shebib, Ross Brichard, Kenza Samir | Noah "40" Shebib, Hudson Mohawke           | 4:56     |
| 10. | "The Language"                                  | Graham, Palman, Matthew Samuels, Allen Ritter, Anderson Hernández, Bryan Williams | Boi-1da, Allen Ritter, Vinylz              | 3:44     |
| 11. | "305 To My City" (Con Detail)                   | Graham, Fisher, Proctor | Detail                                     | 4:15     |
| 12. | "Too Much"                                      | Graham, Sampha, Sisay Jefferies, Emile Haynie | Nineteen85, Sampha                         | 4:21     |
| 13. | "Pound Cake"/"Paris Morton Music 2" (Con Jay-Z) | Graham, Shawn Carter, Palman, Samuels, Fisher, Matthew Burnett, Jordan Evans, Proctor, Coles, Diggs, Gary Grice, Hawkins, Isaac Hayes, Hunter, Russell Jones, David Porter, Clifford Smith, Woods | Boi-1da, Jordan Evans                      | 7:13     |
| 14. | "Come Thru"                                     | Graham, Palman, Shebib, Campbell | Noah "40" Shebib                           | 3:56     |
| 15. | "All Me" (Con Big Sean y 2 Chainz               | Graham, Palman, Sean Anderson, Tauheed Epps, Shebib, Dwane Weir, Albert Lucien Willemetz, Jacques Charles, Maurice Yvain                                                                          | Key Wane, Noah "40" Shebib                 | 4:31     |

## Posicionamiento en lista

### Semanal
| Gráfica (2013)                          | Pico de posición |
| --------------------------------------- | ---------------- |
| Australia (ARIA)                        | 2                |
| Austria (Ö3 Austria)                    | 25               |
| Bélgica (Ultratop flamenca)             | 11               |
| Bélgica (Ultratop valona)               | 28               |
| Canadá (Billboard Canadian Albums)      | 1                |
| Dinamarca (Hitlisten)                   | 1                |
| Países Bajos (Album Top 100)            | 8                |
| Francia (SNEP)                          | 11               |
| Alemania (Offizielle Top 100)           | 14               |
| Irlanda (IRMA)                          | 4                |
| Italia (FIMI)                           | 66               |
| Nueva Zelanda (Recorded Music NZ)       | 4                |
| Noruega (VG-lista)                      | 13               |
| Escocia (Scottish Albums Chart)         | 4                |
| España (PROMUSICAE)                     | 91               |
| Suecia (Sverigetopplistan)              | 10               |
| Suiza (Schweizer Hitparade)             | 11               |
| Reino Unido (UK Albums Chart)           | 2                |
| Reino Unido (UK R&B Albums)             | 1                |
| Estados Unidos (Billboard 200)          | 1                |
| Estados Unidos (Top R&B/Hip-Hop Albums) | 1                |